# Hypsiboas gladiator
Hypsiboas gladiator es una especie de anfibio anuro de la familia de ranas arbóreas Hylidae. Es endémica de los departamentos de Puno y Cuzco (Perú). Habita bosques montanos primarios y secundarios entre los 1097 y los 1975 m de altitud, siendo común en las cunetas de las carreteras de estas regiones.  Se ve afectada por la infección del hongo Batrachochytrium dendrobatidis.
Antes de su reciente descripción las poblaciones de esta especie se consideraban parte de Hypsiboas balzani. El nombre de gladiator viene de que tanto en esta como en otras especies cercanas se dan combates entre los machos en los que estos usan una especie de espina que tienen en la mano.
Mide entre 35 y 55 mm, siendo ligeramente de mayor tamaño las hembras. Su patrón de coloración es bastante variable, aunque suele ser de colores pardos, a veces con toques verdosos. En los flancos muestra manchas circulares color crema o amarillentas.